# Yuhei Tokunaga
Yuhei Tokunaga (Nagasaki, 25. rujna 1983.) bivši je japanski nogometaš.

## Reprezentativna karijera
Za japansku reprezentaciju igrao je od 2009. do 2013. godine. Odigrao je 9 utakmica.

## Vanjske poveznice
- National Football Teams
- Japan National Football Team Database